# Thornton-le-Clay
Thornton-le-Clay is een civil parish in het bestuurlijke gebied Ryedale, in het Engelse graafschap North Yorkshire.